# العلاية
قرية العلاية   تقع إلى الغرب من مدينة أبها وتبعد عن أمارة منطقة عسير حوالية 9 كيلو متر مربع سيرا بالسيارة وعلى طريق السودة المسمى حاليا طريق الأمير خالد الفيصل - حفظه الله - ويوجد بها القرية القديمة والتي لا تزال قائمة إلى الآن ومسجد أثري ولايزال قائم إلى الآن كما يوجد بها أحد أشهر الشلالات في منطقة عسير وهي شلالات المحتطبة بقرية العلاية بني مغيد عسير.
كما أن للتطور المستمر الذي تعيشة حكومة خادم الحرمين الشريفين دور بارز ومهم في النقلة النوعية للعمران في هذه القرية فبعد التمدن والتقدم الزاهر استطاع أهالي هذه القرية أن ينتقلو من القرية القديمة إلى العمران الجديد والزائر لهذه القرية يجد أن هناك عمران متطور وجديد.
ونظرا لكثرة عدد سكان هذه القرية فقد استطاعوا ولله الحمد البنيان بأحدث ما توصلت إليه من أحدث الطرازات العمرانية التي سيشاهدها زائر هذه القرية.
1. 1 2 3 4  "تعداد السكان والمساكن". الهيئة العامة للإحصاء. اطلع عليه بتاريخ 2020-07-12.